# Vespolina

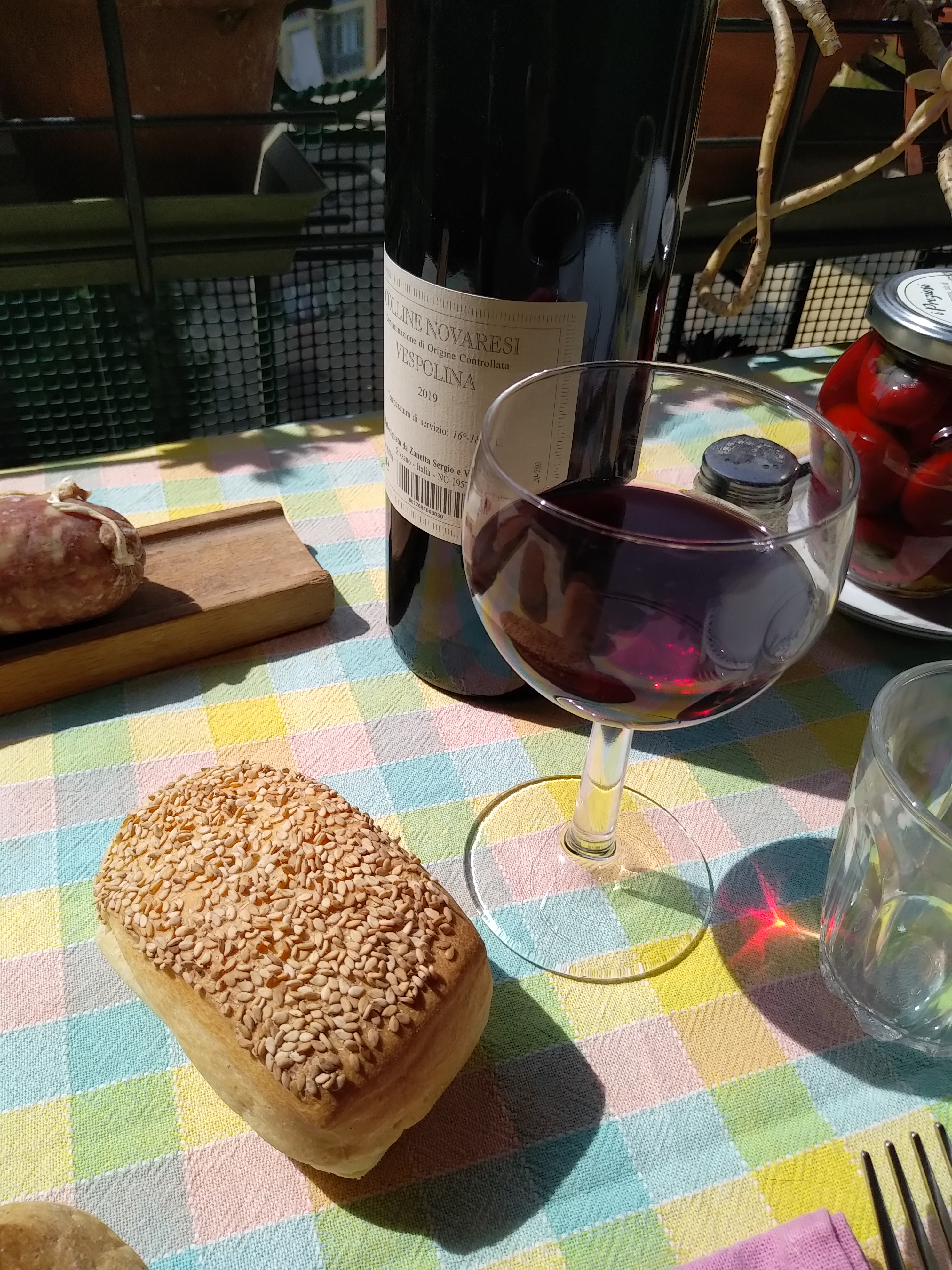
Colline Novaresi vespolina - annata 2019

Il Vespolina o Ughetta è un vitigno a bacca nera.
Giunge a piena maturazione verso la prima metà di ottobre. Sull'origine del suo nome esistono molte versioni, tra le quali quella che lo attribuisce al fatto che l'uva è molto dolce e attrae le vespe.

## Storia
Già dal secolo XVIII viene coltivata in Alto Piemonte (province di Novara, Vercelli e Biella), dove è vinificata anche in purezza nelle due denominazioni di zona (Coste della Sesia e Colline Novaresi), ed entra nell'uvaggio delle DOC Lessona, Bramaterra, Boca, Fara e Sizzano e delle DOCG Gattinara e Ghemme. Viene coltivata da tempi remoti anche in provincia di Pavia sulle colline dell'Oltrepò Pavese, dove rientra nell'uvaggio della DOC Oltrepò Pavese ed in quella del Buttafuoco. È un vitigno di vigoria e produttività moderate, piuttosto regolare.
La prima descrizione della Vespolina risale al 1825, poi ad opera del Gallesio, che la chiamò Vitis Vinifera Circumpadana. Fra i sinonimi ricordiamo ughetta e uvetta di Canneto in Oltrepò, balsamina in Val d'Ossola, nespolina o nespolino (nespoulìn), inzaga o inzagre, massana, solenga, novarina, uva cinerina, vispavola, vespolino.

## Caratteristiche
I caratteri distintivi della pianta sono la foglia piccola pentagonale, il grappolo abbastanza compatto ed allungato, acino scuro tendente al nero.
Il vino che se ne ottiene è caratterizzato da colore rubino brillante di media saturazione, aromi spiccati di fiori rossi, spezie e frutti di bosco, buona alcolicità, tannini pronunciati di media finezza, discreta tensione acida.

## Ampelografia
Dal punto di vista ampelografico il vitigno Uva Vespolina non ha nulla a che fare con la varietà Uva Rara (in molte DOC dell'Oltrepò Pavese sono ambo utilizzate), anche se sono stati confusi nel passato.